# Hypnum plicatile
Hypnum plicatile là một loài Rêu trong họ Hypnaceae. Loài này được (Mitt.) Lesq. & James mô tả khoa học đầu tiên năm 1884.